# Bella Camero
Isabella Camero Serra, mais conhecida como Bella Camero (Rio de Janeiro, 26 de junho de 1992), é uma atriz brasileira. É filha da também atriz Dida Camero. Começou a cursar Engenharia, mas desistiu para seguir a carreira de atriz. 
Destacou-se por suas atuações nos filmes Confissões de Adolescente (2014),  Marighella (2019) e Urubus (2020).

## Filmografia

### Televisão
| Ano     | Título                         | Personagem                           | Notas                                     |
| ------- | ------------------------------ | ------------------------------------ | ----------------------------------------- |
| 2009–10 | Geral.com                      | Joana Vila (JôJô)                    |                                           |
| 2011-12 | Malhação Conectados            | Isabela Duarte                       | [ 2 ]                                     |
| 2011    | Divã                           | Rá                                   | Episódio: "Vida Real: Dá Para Inventar? " |
| 2012    | O Fantástico Mundo de Gregório | Isabela Gentil                       |                                           |
| 2012    | Louco por Elas                 | Luiza Bastos                         |                                           |
| 2013–14 | A Grande Família               | Bebel Souza da Silva Carrara (jovem) |                                           |
| 2015–16 | Zorra                          | Vários Personagens                   |                                           |
| 2015–18 | Magnífica 70                   | Ângela Souto                         |                                           |
| 2018    | Desnude                        | Amanda                               | Episódio: "#Antesdos19"                   |
| 2018-19 | Malhação: Vidas Brasileiras    | Sônia da Silva (Soninha)             |                                           |
| 2020    | Boca a Boca                    | Bianca Nero                          |                                           |
| 2021    | Onde Está Meu Coração          | Camila                               |                                           |
| 2021    | Insânia                        | Lúcia                                |                                           |
| 2022    | Eleita                         | Nanda Almeida Costa                  |                                           |
| 2022    | Lov3                           | Sofia Ferraz                         |                                           |
| 2023    | Últimas Férias                 | Delegada Vera de Santana             |                                           |
| 2024    | Os Quatro da Candelária        | Adriana Alves                        |                                           |
| 2024    | Bom Dia, Verônica              | Laís Camargo                         |                                           |

### Cinema
| Ano  | Título                     | Personagem          | Notas           |
| ---- | -------------------------- | ------------------- | --------------- |
| 2024 | Aumenta que É Rock 'n Roll | Lilica              | [ 3 ]           |
| 2024 | Cedo Demais                | Bianca              | [ 4 ]           |
| 2022 | Meu Álbum de Amores        | Marcela             | [ 5 ]           |
| 2021 | Marighella                 | Bella               | [ 6 ]           |
| 2021 | Ela e Eu                   | Amiga de Carol      |                 |
| 2021 | Urubus                     | Valéria             |                 |
| 2020 | Música para Morrer de Amor | Luiza               |                 |
| 2020 | Sangre                     | Melissa             | Filme argentino |
| 2018 | Como você me Vê?           | Ela mesma           | Documentário    |
| 2017 | Adeus à Carne              | Carol               | Curta-metragem  |
| 2016 | Tamo Junto                 | Jovem do 'Eu Nunca' |                 |
| 2015 | D.e.u.s                    | Sara                | Curta-metragem  |
| 2015 | Partiu                     | —                   | Curta-metragem  |
| 2015 | Punhal                     | Prana               | [ 9 ]           |
| 2014 | Boa Sorte                  | Garota              |                 |
| 2014 | Confissões de Adolescente  | Bianca              |                 |
| 2008 | O Vampiro do Meio Dia      | Adolescente         | Curta-metragem  |

## Prêmios e indicações
| Ano  | Prêmio                             | Categoria                | Indicação  | Resultado |
| ---- | ---------------------------------- | ------------------------ | ---------- | --------- |
| 2022 | Grande Prêmio do Cinema Brasileiro | Melhor Atriz Coadjuvante | Marighella | Indicado  |
| 2024 | Festival Sesc Melhores Filmes      | Melhor Atriz Nacional    | Urubus     | Pendente  |